# Mirapecten yaroni
Mirapecten yaroni is een tweekleppigensoort uit de familie van de Pectinidae. De wetenschappelijke naam van de soort is voor het eerst geldig gepubliceerd in 1998 door Dijkstra & Knudsen.